# 대한민국의 교육감 직접선거
대한민국의 교육감 직접 선거는 지방교육자치에 관한 법률에 따라 교육감을 선출하기 위한 선거이다.
1992년까지는 대통령이 임명하였으나 1992년 교육위원이 선출하는 방식으로 바뀌었다. 1997년 학교운영위원과 교원단체에서, 2000년 학교운영위원이 선출 하는 방식이 되었다.
2006년 ‘지방교육자치에 관한 법률’의 개정 이후 주민 직선으로 치러지고 있다. 2010년부터 지방선거와 동시에 치러진다.

## 시·도교육감 선거 목록
다음은 2010년 지방선거 실시 이전까지의 교육감 선거의 목록이다.
|   | 선거일                                    | 실시지역       | 투표율 | 당선자 | 임기                               | 법정 임기 | 비고                           |
| - | ----------------------------------------- | -------------- | ------ | ------ | ---------------------------------- | --------- | ------------------------------ |
| 1 | 2007년 2월 14일                           | 부산광역시     | 15.3%  | 설동근 | 2007년 3월 1일 - 2010년 6월 30일   | 4년       | 주민직선 1기                   |
| 2 | 2007년 12월 19일 (재보궐선거와 동시 실시) | 울산광역시     | 64.6%  | 김상만 | 2008년 2월 11일 - 2010년 6월 30일  | 4년       | 제17대 대통령 선거와 동시 실시 |
| 2 | 2007년 12월 19일 (재보궐선거와 동시 실시) | 충청북도       | 61.3%  | 이기용 | 2008년 2월 11일 - 2010년 6월 30일  | 4년       | 제17대 대통령 선거와 동시 실시 |
| 2 | 2007년 12월 19일 (재보궐선거와 동시 실시) | 경상남도       | 64.1%  | 권정호 | 2008년 2월 11일 - 2010년 6월 30일  | 4년       | 제17대 대통령 선거와 동시 실시 |
| 2 | 2007년 12월 19일 (재보궐선거와 동시 실시) | 제주특별자치도 | 60.9%  | 양성언 | 2008년 2월 11일 - 2010년 6월 30일  | 4년       | 제17대 대통령 선거와 동시 실시 |
| 3 | 2008년 6월 25일                           | 충청남도       | 17.2%  | 오제직 | 2008년 7월 22일 - 2008년 10월 14일 | 4년       | 주민직선 1기, 단독출마         |
| 4 | 2008년 7월 23일                           | 전라북도       | 21.0%  | 최규호 | 2008년 8월 18일 - 2010년 6월 30일  | 4년       | 주민직선 1기                   |
| 5 | 2008년 7월 30일                           | 서울특별시     | 15.5%  | 공정택 | 2008년 8월 26일 - 2009년 10월 29일 | 4년       | 주민직선 1기                   |
| 6 | 2008년 12월 17일                          | 대전광역시     | 15.3%  | 김신호 | 2009년 1월 16일 - 2010년 6월 30일  | 4년       | 주민직선 1기                   |
| 7 | 2009년 4월 8일                            | 경기도         | 12.3%  | 김상곤 | 2009년 5월 6일 - 2010년 6월 30일   | 4년       | 주민직선 1기                   |
| 8 | 2009년 4월 29일 (재보궐선거와 동시 실시)  | 충청남도       | 17.6%  | 김종성 | 2009년 5월 6일 - 2010년 6월 30일   | 4년       | 주민직선 2기                   |
| 8 | 2009년 4월 29일 (재보궐선거와 동시 실시)  | 경상북도       | 24.3%  | 이영우 | 2009년 5월 6일 - 2010년 6월 30일   | 4년       | 주민직선 1기                   |